# Нагасэ, Дзинъэн
Дзинъэн Нагасэ (яп. 長勢 甚遠; род. 3 октября 1943, Тояма) — японский государственный деятель, министр юстиции (2006—2007).

## Биография
Родился 3 октября 1943 года в Тояме. Учился в Токийском университете, где получил степень бакалавра права.
После окончания учёбы он работал в министерстве труда, а в 1990 году был впервые избран в Палату представителей. Он также занимал посты вице-министра здравоохранения и социального обеспечения, заместителя генерального секретаря Либерально-демократической партии, вице-министра труда и старшего вице-министра юстиции.
26 сентября 2006 года Нагасэ получил портфель министра юстиции в кабинете Синдзо Абэ и пробыл в этой должности до 27 августа 2007 года.
В 2012 году Нагасэ выступил с заявлением, сказав о том, что «суверенитет народа, основные права человека и пацифизм — это три вещи, введённые послевоенным режимом, организованным генералом Макартуром, поэтому они должны быть серьёзно изменены для создания полностью японской конституции».